# Guy-Olivier Segond
Pour les articles homonymes, voir Segond.
Guy-Olivier Segond, né le 14 septembre 1945 à Genève (originaire du même lieu) et mort le 12 novembre 2020 dans la même ville, est une personnalité politique suisse, membre du Parti libéral-radical.

## Études, vie professionnelle, santé
Né le 14 septembre 1945 à Genève, dont il est également originaire, au sein d'une vieille famille protestante et radicale, il fait une maturité classique et obtient une licence en droit à l'Université de Genève.
Il est conseiller juridique du Département de l'instruction publique de 1970 à 1979. Il préside en parallèle l'Église nationale protestante de Genève de 1970 à 1975.
Dans les années 1980, il est opéré et reçoit un rein qui lui sauve la vie. Les problèmes de santé l'accompagnent toute sa vie.

## Parcours politique
Membre du parti radical genevois, sa carrière politique débute en 1979 où il reprend le siège radical laissant vacant par Lise Girardin au Conseil administratif de la ville de Genève ; il s’occupe du Département des affaires sociales, des écoles et des parcs.
Il est réélu en 1983 et 1987. Il est maire de Genève en 1983-1984 et 1988-1989. Le 12 novembre 1989, il est élu avec son collègue Claude Haegi au Conseil d'État genevois et quitte alors sa fonction de conseiller administratif. Michel Rossetti, également membre du parti radical genevois, lui succède à son poste d'exécutif de la ville et reprend aussi son département. Son bilan à l'exécutif de la ville comprend la création de 100 places de jeux dans les parcs et préaux ainsi que l'installation du téléréseau durant les années 1980.
Parallèlement, il est conseiller national de 1987 à 1990. Il démissionne en 1990 pour des raisons de cumul de mandats, mais aussi pour un certain désintérêt de la politique fédérale. Il dira plus tard que « les problèmes zurichois sont des problèmes suisses, les problèmes vaudois sont romands et les problèmes genevois sont genevois »[réf. nécessaire].
Au Conseil d'État, il succède à Jaques Vernet en prenant la direction du Département de l'action sociale et de la santé. Il choisit comme proche collaborateur le futur conseiller d'État François Longchamp. Il est réélu en 1993 et en 1997 (à chaque fois en tête des suffrages) et préside le conseil d'État en 1995-1996 et 1999-2000.
Il est aussi président de la Commission fédérale pour la jeunesse de 1980 à 1990[réf. nécessaire].
Européen convaincu et fervent défenseur du référendum sur l'adhésion de la Suisse à l'Espace économique européen, il est président central de l'Union européenne suisse de 1988 à 1993[réf. nécessaire].
En 2001, il renonce à se présenter pour un quatrième mandat et met à un terme à sa longue carrière politique, « mais pas à une retraite », précise-t-il[réf. nécessaire].
On le qualifie de grand serviteur de l'État, se battant en faveur des plus défavorisés toujours dans l'intérêt général et doté d'une forte personnalité et de convictions fortes et franches.
En ce qui concerne son bilan, sa magistrature à la tête de la santé est marquée par des réformes dans divers établissements publics qui en dépendent. Il loue les réformes menées en concertation avec les syndicats comme la réforme hospitalière et la mise en place des Hôpitaux universitaires de Genève. Il se bat aussi pour un référendum sur le revenu minimum de réinsertion. Il a rendu possible l'accès aux trithérapies, une mesure qui a permis de sauver directement des vies. Il s'investit dans le domaine des télécommunications, en lançant par exemple le projet Smart Geneva en 1998, qui prévoyait la création d'un vaste réseau cantonal en fibre optique, mais ce projet n'a pas réussi à obtenir le financement espéré. Enfin, il est à l'origine du Fonds suisse de transplantation grâce auquel 3 120 greffes d'organes ont pu être effectuées. Parmi les points noirs de son bilan figure l'échec du projet de collaboration entre les hôpitaux universitaires vaudois et genevois[réf. nécessaire].
Il dit, concernant la politique, que « pour être gouvernée, une République, même petite, doit avoir de fortes personnalités politiques. Mais pour être administrée, elle doit disposer de grands commis ».
Lorsqu'il quitte la scène politique active, le parti radical est au plus bas puisqu'il ne possède plus un seul siège à l'exécutif du canton alors qu'il en possédait deux en 1993 et que la totalité (sept) des sièges était occupée par la droite. Quand on lui demande si cela l'affecte, il répond : « C'est une grande erreur de voir les événements politiques à travers la grille de l'affectif. La politique, c'est un rapport de force, des conflits d'intérêts et des combats d'idées, pas une histoire d'amour. Si la grille de lecture est affective, les ennuis sont programmés ». Il se montre aussi critique envers son parti que « les errements à droite ont conduit hors du chemin ».

## Retraite
En janvier 2002, il est nommé ambassadeur spécial auprès du secrétaire général de l'Union internationale des télécommunications, Yoshio Utsumi. Il est chargé de la préparation politique du sommet mondial de la télécommunication qui se tient à Genève en 2003.
En 2011, il comparaît comme témoin au procès de la Banque cantonale de Genève. Bien qu'il n'ait pas été au premier plan dans cette affaire, il était membre et président à deux reprises du gouvernement genevois à cette époque. Il explique qu'avant 1999, le canton n'était pas inquiété par les comptes de la banque. Ce n'est qu'en 2000 que tout va s'enchaîner lorsque Micheline Calmy-Rey demande un éclaircissement et que le canton se rend compte que les pertes s'élèvent à deux milliards de francs.
Il est engagé dans plusieurs associations, dont l’Association pour l’Amitié Suisse-Chine et l’Association mondiale pour l'École instrument de paix.

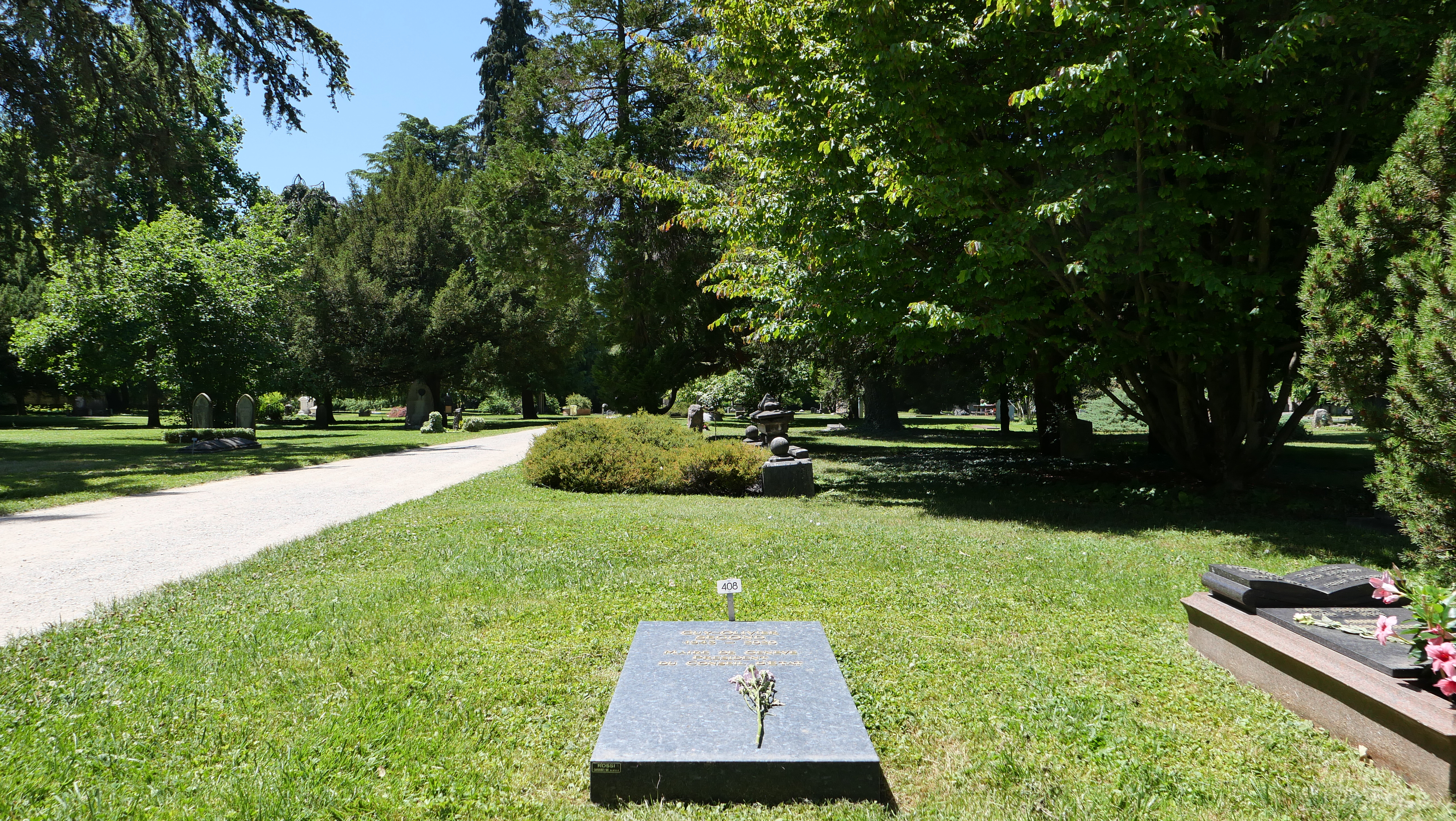
La tombe de Guy Segond au cimetière des Rois à Genève.

D'un point de vue politique, bien que retraité, il continue à être présent. Il donne par exemple son opinion sur la nouvelle constitution genevoise de 2012, qu'il juge décevante. Il continue à être actif dans les organes de son parti, le parti libéral-radical, notamment dans des processus d'évaluations de candidatures.
Il est l'une des rares personnalités politiques à afficher publiquement son soutien à Pierre Maudet lorsque celui se trouve dans la tourmente à cause de mensonges autour d'un voyage à Abou Dabi,.
Il décède le 12 novembre 2020 aux Hôpitaux universitaires de Genève,.

## Filmographie
En 1993, il participe au film L'État c'est quoi ? I : Élire de Patrick Conscience. Le film a pour but de sensibiliser les jeunes au civisme et à la politique.